# 498

498(사백구십팔)은 497보다 크고 499보다 작은 자연수다.

## 수학
- 합성수로, 그 약수는 1, 2, 3, 6, 83, 166, 249, 498이다. 진약수의 합은 510이므로, 498은 과잉수다.
  - 제곱 인수가 없는 26번째 과잉수다. 이 성질을 지닌 앞의 수는 474, 다음 수는 510이다. (OEIS의 수열 A087248)
- 61번째 쐐기수다. 앞의 쐐기수는 494, 다음 쐐기수는 506이다.
- 38번째 불가촉수다. 앞의 불가촉수는 474, 다음은 516이다.

## 과학·기술
- NGC 498(영어판): 물고기자리 방향에 있는 렌즈형은하.
- 498 토키오(영어판): 소행성.
- 코스모스 498호(영어판): 소련의 인공위성.

## 교통

### 항공
- 아에로멕시코 498편 추락 사고(영어판)
- 크로스 에어 498편 추락 사고(영어판)

### 도로
- 일본 498번 국도(일본어판): 사가현 가시마시에서 나가사키현 사세보시까지 이어지는 일본의 국도.
- 현도 제498호선

## 군사
- USS SC-498(영어판): 제2차 세계 대전에 사용된 미국의 구잠정.

## 문화유산
- 대한민국의 보물 제498호: 울진 구산리 삼층석탑
- 대한민국의 사적 제498호: 장흥 석대들 전적

## 방송
- KT HCN의 SPOTV 프라임 채널 번호.

## 기타
- 연도: 498년, 기원전 498년
- 498명의 스페인 순교자(영어판)